# Monte Cevedale
De Monte Cevedale is een 3778 meter hoge berg op de grens van de Italiaanse provincies Sondrio en Trento en op enkele honderden meters afstand van Zuid-Tirol.
De berg maakt deel uit van het massief van de Ortler waarvan het de op twee na hoogste top is (na Ortler en Gran Zebrù). Het gebied ligt in het grootste nationale park van Italië; Stelvio. De Cevedale is aan alle zijden door gletsjers omgeven. De grootste, de Vedretta del Cevedale, ligt aan de noordzijde. Aan deze zijde ligt ook de tweede top Cima Cevedale II (Duits: Zufallspitze, 3757 m) waar drie Italiaanse provincies elkaar ontmoeten (SO, TN en BZ)
Een veel gebruikte route naar de top begint in het Valle dei Forni ten noorden van Valfurva. Na het passeren van de berghutten Pizzini-Frattola (2700 m) en Guasti (3269 m) wordt de Vedretta del Cevedale overgestoken om zo het hoogste punt te bereiken. Andere belangrijke berghutten rondom de berg zijn het Trentiner Rifugio G. Larche (2607 m) en het Zuid-Tiroler Marteller-Hütte (2610 m).
Gedurende de Eerste Wereldoorlog maakte de Monte Cevedale deel uit van het Italiaans-Oostenrijkse front. Hier en daar herinneren prikkeldraadversperringen, stellingen en loopgraven nog aan deze periode.